# Jean Scohier
Jean Scohier est un généalogiste des Pays-Bas méridionaux de la fin du XVIe siècle et du début du XVIIe siècle, aumônier du prince de Croÿ et auteur de plusieurs ouvrages de généalogie et d'héraldique.

## Biographie
Jean Scohier, né vers 1560, est dit originaire de la ville de Beaumont en Hainaut. Ayant embrassé l'état ecclésiastique, il se fit connaître de Maximilien Morillon, évêque de Tournai, qui le prit pour son chapelain d'honneur vers 1584. Il continua de demeurer à Tournai après la mort de ce prélat, survenue en 1586, et il obtint par la suite un canonicat de la collégiale de Berg-op-Zoom, où il ne paraît pas qu'il ait résidé. Jean Scohier eut aussi le rang de protonotaire apostolique, et il fut enfin pourvu d'un canonicat de la cathédrale de Tournai. Il semblerait cependant qu'il fût déjà âgé lorsqu'il obtint cette dernière prébende, car il ne prenait encore que le titre de « chanoine de Berghes » en 1629.

## Œuvres
- La généalogie et descente de la maison de Croÿ, Douay, Vefve Jacques Boscard, 1589.[2]
- La descente et généalogie de la très illustre maison d'Egmond, XVIe siècle, Bibliothèque nationale de France, département des manuscrits, Français 24181 (lire en ligne).
- Les Recueils de Maistre Jean Scohier Beaumontois, XVIe siècle, Bibliothèque nationale de France, département des manuscrits, Français 32440 (preuves de d'Hozier).
- L'estat et comportement des armes ; livre autant utile que nécessaire à tous gentilshommes et officiers d'armes, Bruxelles, Jean Mommart, 1597 (et réédition en 1629).[3]
- L'Estat et comportement des armes, contenant l'institution des armoiries et méthode de dresser des généalogies, Rolet Boutonne, Paris, 1630, Bibliothèque nationale de France, département Littérature et art, V-5747 (lire en ligne).
- Théâtre généalogique de la noblesse de Flandre, date non connue, dont une copie manuscrite se trouve à la Bibliothèque municipale de Lille (cote 483)[4].

## Sources
- Notice biographique sur Jean Scohier, par Jean Noël Paquot, dans : Mémoires pour servir à l'histoire littéraire des dix-sept provinces des Pays-Bas, de la principauté de Liège et de quelques contrées voisines, tome III, Imprimerie Académique, Louvain, 1770, page 36 (lire en ligne).